# Тебешевська Оксана Степанівна
Тебешевська Оксана Степанівна — депутат Івано-Франківської обласної ради (фракція ВО «Свобода»), Заслужений вчитель України, відома громадська діячка, літератор, майстриня.

## Життєпис
Оксана Тебешевська народилася 1 січня 1955 року у селі Брошневі Рожнятівського району в родині Уляни та Степана Бойків.
З відзнакою закінчила школу, філологічний факультет Івано-Франківськ]го педагогічного інституту імені Василя Стефаника. Вчитель рідної мови і літератури у Голинській середній загальноосвітній школі І-ІІІ ступенів. З 2004 по 2007 рік викладала (за сумісництвом) українську мову і літературу в Калуській гімназії.
Заслужений учитель України. Вчитель-методист, відмінник народної освіти. Її вихованці — переможці та призери районних, обласних, всеукраїнських олімпіад та конкурсів. Методичні матеріали О.Тебешевської видані окремими посібниками, а також публікуються у всеукраїнських, обласних газетах, журналах, збірниках, а педагогічний досвід занесений до картотеки обласного ІППО. Переможець обласного і фіналіст всеукраїнського конкурсу «Учитель року — 2002». Делегат трьох з'їздів працівників освіти і науки (1987, 2001, 2011 рр.).
Активна громадська діячка. З 2000 року є заступником голови Калуського міськрайонного товариства «Просвіта», керівником осередку «Молодої Просвіти» села Голинь, керівником районної молодіжної літературної студії «Провесінь», наукового гуртка «Літературознавець», членкинею правління Калуського міськрайонного товариства «Бойківщина». Організаторка численних літературно-мистецьких, культурно-спортивних заходів. За вагомий особистий внесок у справу українського національного відродження, розбудову та зміцнення Української держави нагороджена медаллю Всеукраїнського товариства «Просвіта» ім. Тараса Шевченка «Будівничий України».
Лауреат обласної педагогічної премії імені Мирослава Стельмаховича (Івано-Франківськ, 2004), районної премії імені Костянтини Малицької (Калуш, 2000 р.), літературної премії імені Мирона Утриска (м. Турка Львівської обл., 2000 — за збірку поезій «На березі долі»; 2006 — за книжку прози «Про що мовчить Михайлова скрипка» та збірку поезій «Тиша немовлених слів»; 2013 — за збірку поезій «Розлуння»;), нагороджена знаком «Василь Сухомлинський» (2009 рік), удостоєна обласної премії імені Марійки Підгірянки у номінації «Література»(2014).
Учасниця сільських, районних, обласних змагань з волейболу, тенісу, шахів. Упродовж 25-и років є переможцем районних, у 1999, 2000, 2003—2005 рр. обласних змагань з шашок.

## Творчість
Художні твори, літературно-критичні та краєзнавчі матеріали (понад 150 публікацій) Оксани Тебешевської друкувались у журналах «Всесвіт», «Дзвін», «Дивослово», «Перевал», «Обрії», «Літопис Бойківщини», газетах «Літературна Україна», «Слово Просвіти», «Новий час», «Галичина», «Галицька Просвіта», «Маяк Португалии», «Слово» (Португалія), «Діти Марії» (Львів), «Нова Зоря» (Івано-Франківськ), «Дзвони Підгір'я», «Вісті Калущини» та ін. Зараз Оксана Тебешевська працює над художньо-документальною книжкою про родину українських патріотів — Стебельських та збірником есеїв, нарисів, рецензій, наукових досліджень.
Оксана Тебешевська є також редактором-упорядником альманаху літстудії «Провесінь» «На крилах веселкових мрій», редактором книги «З горіха зерня», роману французького письменника Тьєрі Есса «Демон», збірки вибраних творів Михайла Козоріса та ін.
|  | — Я й сама не знаю як, бо завжди відчуваю катастрофічний брак часу. Пишу довгий список справ на день і, коли ввечері залишаються невикреслені пункти, стає дуже прикро. На написання художніх творів часу не вистачає. Може, як Бог дасть, пізніше напишеться щось більше за кількістю і розміром! А тепер поетичні рядки часто виникають у дорозі, на городі. Іноді записую їх, іноді не маю такої можливості, тому тільки п’ять художніх книжок вийшло, а не більше. Над навчальними посібниками, яких є вже вісім, працюю більше. |

## Відомі люди про О. Тебешевську
- «Відчувається з Ваших поезій: доля Вас не щадила. Але стільки тепла затамовано у ліричних Ваших зблисках!»

Петро Перебийніс, поет, член НСПУ, лауреат Шевченківської премії (Київ).
- «Висока культура авторки помітна і в дуже скромних, безпретензійних віршах …, і у вишуканих філософських міркуваннях, де схема образности перекликається з поезією Антонича»

Аріадна Шум, літературознавець, поетеса, скульпторка (Торонто, Канада).
- «Чудове знання мови, уміння нею користуватися для передачі наснаги й енергетики читачеві — все це характерні риси О. Тебешевської та її творчості».

Олекса Різниченко, поет, член НСПУ (Одеса).
- «У стрункому келихові — настояне на високих днях літа прозорить добре вино не тільки дібраної, а й добірної поезії» (Про збірку поезій «Тиша немовлених слів»).

Андрій Содомора, перекладач, поет, член НСПУ (Львів).
- «Вихована на кращих традиціях української і світової літератури, вона (О. Тебешевська — ред.) культивує неголосне, але точне й проникливе слово, поетична майстерність авторки настільки бездоганна, що її й не помічаєш, а просто піддаєшся магії своєрідних образотворчих засобів, які будять у твоїй душі щемкий відгомін».

Юрій Коваль, поет, член НСПУ (Львів).

## Відзнаки
- За вагомі досягнення в літературній творчості грамоту Національної спілки письменників України.
- Орден княгині Ольги III ступеня
- Премію на засіданні обласного осередку «Просвіти» за участі голови та членів правління організації: Євгена Барана, Степана Волковецького, Дмитра Захарука.
- медаль Всеукраїнського товариства «Просвіта» ім. Тараса Шевченка «Будівничий України»
- знак «Василь Сухомлинський» (2009 рік)
- обласна премія імені Марійки Підгірянки у номінації «Література»(2014).